# جينيفر رويز
جينيفر رويز (بالإنجليزية: Jennifer Ruiz) (9 أغسطس 1983 بآناهايم في الولايات المتحدة - ) هي لاعبة كرة قدم أمريكية في مركز الدفاع. شاركت مع منتخب المكسيك لكرة القدم للسيدات. أما مع النوادي، فقد لعبت مع سياتل رين وBay Area Breeze ‏.

## وصلات خارجية
- جينيفر رويز على موقع الاتحاد الدولي (مؤرشف)  (الإنجليزية)
- جينيفر رويز على موقع الاتحاد الأوربي (الإنجليزية)
- جينيفر رويز على موقع قاعدة بيانات كرة القدم.إي يو (الإنجليزية)
- جينيفر رويز على موقع Soccerway.com (الإنجليزية)
- جينيفر رويز على موقع عالم كرة القدم.نت (الإنجليزية)